# Кочінський потік
Кочінський потік (словац. Kočínsky potok) — річка в Словаччині, права притока Ланчарського потоку, протікає в окрузі П'єштяни.
Довжина приблизно 7.5-8.0 км. Витік знаходиться в масиві Подунайські пагорби (геоморфологічна підодиниця Трнавські пагорби); на висоті близько 235 метрів.
Протікає територією сіл Кочін-Ланчар і Веселе. Впадає у Ланчарський потік на висоті приблизно 160-165 метрів.